# 3797 Ching-Sung Yu
3797 Ching-Sung Yu (1987 YL) là một tiểu hành tinh nằm phía ngoài của vành đai chính được phát hiện ngày 22 tháng 12 năm 1987 bởi Oak Ridge Observatory ở Oak Ridge.